# Continental Navy
Marina Continentală, conform originalului din engleză, [The] Continental Navy, a fost forța militară maritimă a celor treisprezece colonii răsculate ale Marii Britanii din America de Nord, care a fost formată în timpul revoluției americane în 1775. Datorită eforturilor lui John Adams, considerat a fi fost "patronul aparent" al Continental Navy și a modului viguros în care viitorul președinte american a pledat cauza sa, respectiv a convins Congresul Continental să aloce fonduri, flota s-a transformat cumulativ, dintr-una minusculă într-una relativ substanțială, considerând limitările de toate naturile cărora The Patriots au trebuit să le facă față.
Scopul cel mai important al Marinei a fost interceptarea transporturilor britanice incărcate cu materiale de razboi și perturbarea operațiunilor comerciale maritime. Din cauza lipsei de fonduri, a forței de muncă și a resurselor, flota inițială era formată din vase comerciale (așa numitele merchantmen). Vasele de război, special proiectate scopului miltar, au fost construite mai târziu în timpul conflictului. Dintre vasele care au participat cu succes la desfășurarea conflictului armat puține au rămas funcționale, supraviețuirea acestora fiind o raritate. Chiar mai mult, efortul lor a contruibuit puțin la rezultatul global al rebeliunii.
Flota a servit și pentru a scoate în evidență câteva exemple de militari cu caracter puternic, dintre care s-a detașat căpitanul John Paul Jones. Experiența dobândită de acesta, precum și de alți comandanți de nave a devenit necesară unei generații viitoare de ofițeri care, mai târziu, s-au aflat la comanda conflictelor în care a fost implicată Marina americană, United States Navy.
Odată războiul terminat iar guvernul federal în mare nevoie de tot capitalul disponibil, ultimele nave ale Marinei Continentale au fost scoase la licitație în 1785 și atribuite unui ofertant privat, sfârșindu-se în acest fel perioada Marinei Continentale.

## Construirea Marinei Continentale sub controlul Congresului Continental

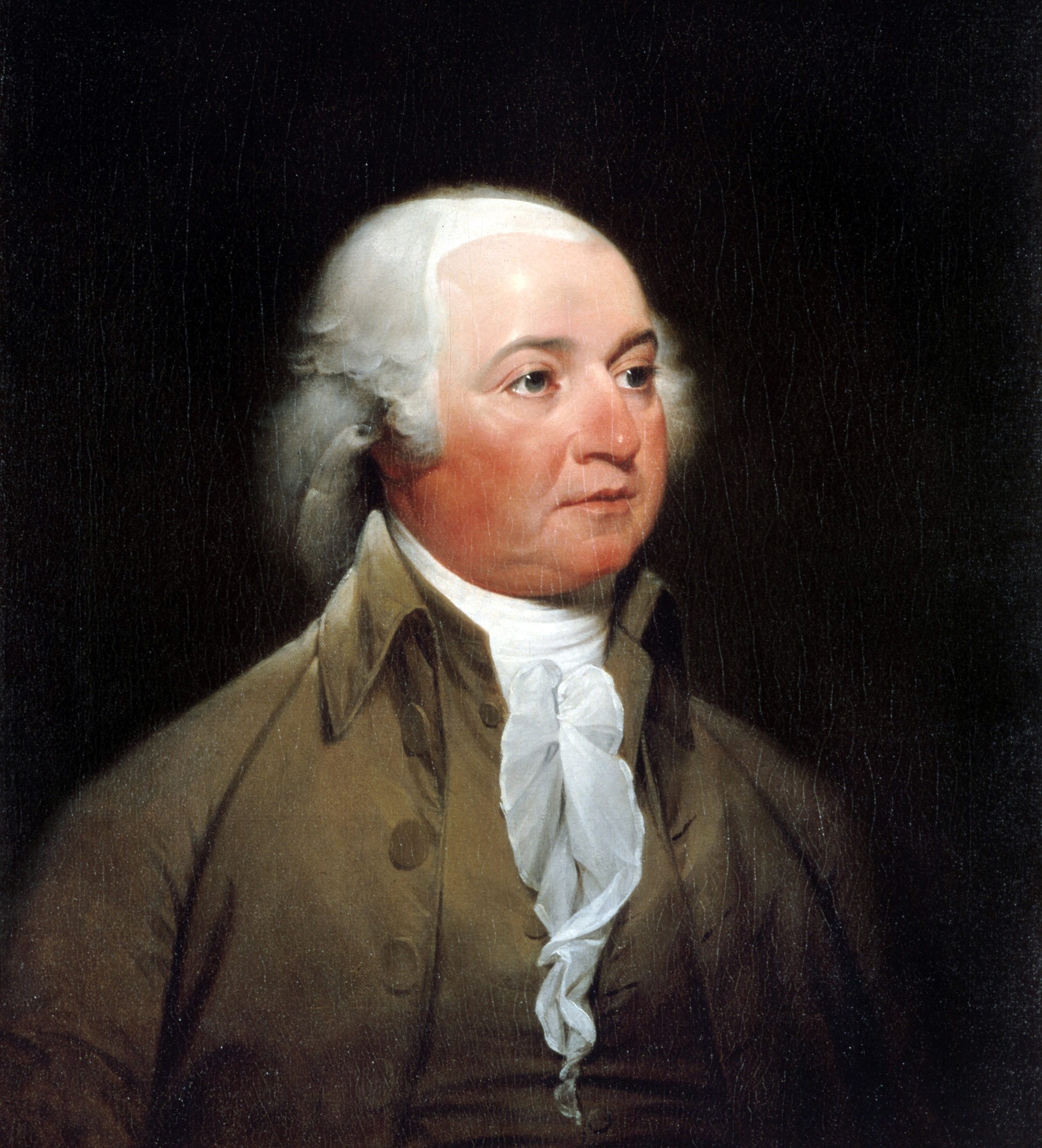
John Adams, este cel care a avut un rol activ în formarea marinei și în redactarea regulamentelor operaționale potrivite.

Intenția inițială era de a intercepta furnizarea de arme și provizii soldaților britanici, care plasaseră Bostonul sub legea marțială. George Washington a informat deja Congresul că a preluat comanda mai multor nave în acest scop și că guvernele individuale din diferite colonii și-au echipat propriile nave de război.
În acest timp, totuși, a apărut problema navelor britanice de aprovizionare cu destinație Québec, care transportau provizii necesare cu disperare, care altfel ar putea beneficia Armata continentală. Congresul continental i-a desemnat pe Silas Deane și John Langdon să elaboreze un plan de confiscare a navelor din convoiul în cauză.

## Crearea Marinei Continentale

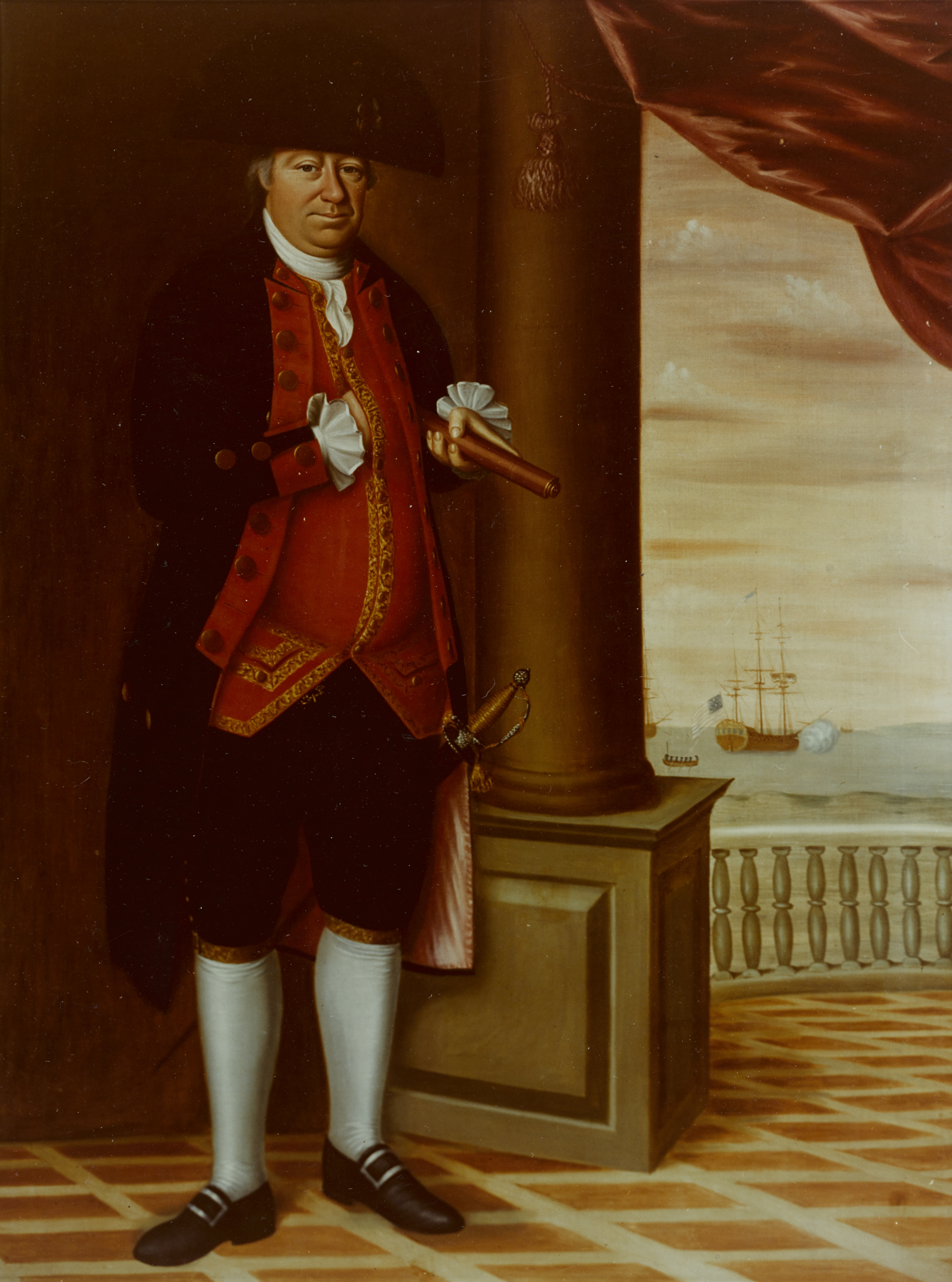
Tablou Abraham Whipple de Edward Savage

La 12 iunie 1775, Adunarea Generală din Rhode Island, întrunită la East Greenwich, a adoptat o rezoluție prin care se creează o marină pentru colonia Rhode Island. În aceeași zi, guvernatorul Nicholas Cooke a semnat ordinele adresate căpitanului Abraham Whipple, comandantului balopei Katy și comodor al navelor armate angajate de guvern. 
Prima mișcare formală pentru crearea unei marine continentale a venit din Rhode Island, deoarece activitățile de transport maritim ale comercianților săi au fost sever hărțuite de fregatele britanice. La 26 august 1775, Adunarea Generală din Rhode Island a adoptat o rezoluție conform căreia ar exista o singură flotă continentală finanțată de Congresul continental.  Rezoluția a fost introdusă în Congresul continental la 3 octombrie 1775. Între timp, George Washington începuse să achiziționeze nave, începând cu goleta Hannah care a fost închiriată de Washington  de la negustorul și lt. colonelul Armatei Continentale John Glover din Marblehead, Massachusetts.  Hannah a fost comandată și lansată la 5 septembrie 1775, sub comanda căpitanului Nicholson Broughton din portul Beverly, Massachusetts.
Prima navă în comandă a fost USS Alfred⁠(en)[traduceți], care a fost cumpărată pe 4 noiembrie și comandată pe 3 decembrie de căpitanul Dudley Saltonstall. La 10 noiembrie 1775, Congresul Continental a adoptat o rezoluție prin care solicita ridicarea a două batalioane de pușcași marini pentru serviciul flotei. John Adams a elaborat primele sale regulamente de guvernare, care au fost adoptate de Congres la 28 noiembrie 1775 și au rămas în vigoare pe tot parcursul războiului revoluționar. Rezoluția din Rhode Island a fost reconsiderată de Congresul continental și a fost adoptată la 13 decembrie 1775, autorizând construirea a treisprezece fregate în următoarele trei luni: cinci nave cu 32 de tunuri, cinci cu 28 de tunuri și trei cu 24 de tunuri.
Pe lacul Champlain, Benedict Arnold a ordonat construirea a 12 nave de război pentru a încetini flota britanică care invada New York din Canada. Flota britanică a distrus flota lui Arnold, dar flota SUA a reușit să încetinească britanicii după o bătălie de două zile, cunoscută sub numele de Bătălia de pe insula Valcour, și a reușit să încetinească atacurile armatei britanice.

## Cele Treispezece Fregate–The Thirteen Frigates

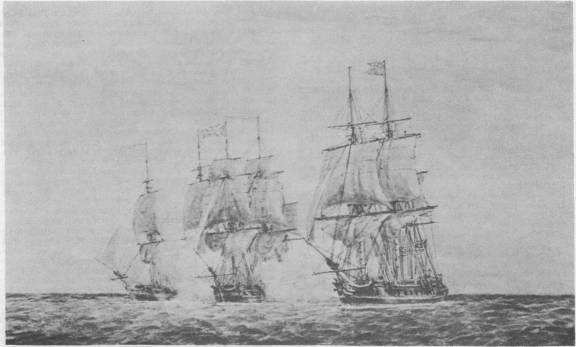
Fregatele Continentale Hancock şi Boston capturând fregata britanică Fox, 7 iunie 1777

Continental Navy Jack

Până la 13 decembrie 1775, Congresul a autorizat construirea a 13 noi fregate. Cinci nave (Hancock, Raleigh, Randolph, Warren și Washington) urmau să aibă 32 de tunuri, cinci (Effingham, Montgomery, Providence, Trumble și Virginia) 28 de tunuri și trei (Boston, Congress și Delaware) 24 de tunuri. Doar opt fregate au ajuns pe mare și eficacitatea lor a fost limitată; au fost complet depășiți de puternica Marina Regală și aproape toți au fost capturați sau scufundați până în 1781.
Păzirea comerțului american și atacul asupra comerțului și aprovizionării britanice au fost principalele îndatoriri ale marinei continentale. Corsarii au avut un anumit succes, cu 1.697 scrisori de marcaj emise de Congres. Statele individuale, agenții americani din Europa și din Caraibe au emis, de asemenea, comisioane; luând în considerare dublurile mai mult de 2.000 de comisii au fost emise de către diferite autorități. Lloyd's din Londra a estimat că 2.208 de nave britanice au fost luate de corsari yankee, în valoare de aproape 66 de milioane de dolari, o sumă semnificativă la acea vreme.
Ultima fregată pentru a-și întâlni sfârșitul serviciului continental a fost Trumbull. Trumbull, care nu ieșise pe mare decât în septembrie 1779 sub conducerea lui James Nicholson, câștigase aclamații într-o acțiune sângeroasă împotriva Letter of Marque Watt. La 28 august 1781, a întâlnit-o pe HMS Iris și pe generalul Monk. În luptă, Trumbull a fost forțat să se predea fostelor nave americane.

## Colaborarea navală franceză

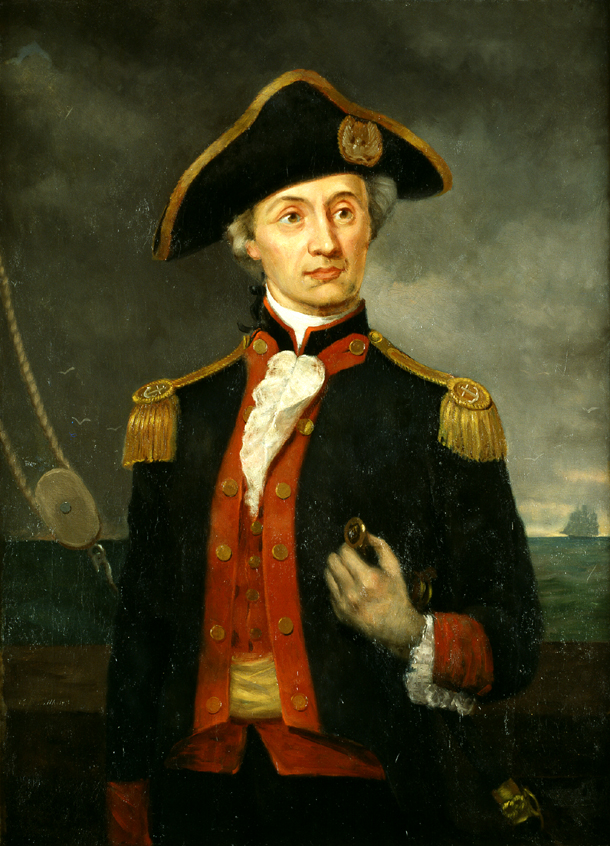
John Paul Jones, primul marinar al Marinei Continentale caruia i s-a acordat gradul de prim locotenent. Pictură în ulei de George Bagby Matthews, c. 1890.

Înainte de Alianța franco-americană, guvernul francez regalist a încercat să mențină o stare de neutralitate în timpul războiului revoluționar. Acestea fiind spuse, națiunea a menținut neutralitatea inițial, adăpostind în mod deschis navele continentale și asigurându-și nevoile.
Odată cu prezența diplomaților americani Benjamin Franklin și Silas Deane, Marina continentală a câștigat o legătură permanentă cu afacerile franceze. Prin intermediul lui Franklin și al agenților care au aceleași idei, ofițerilor continentali li s-a oferit capacitatea de a primi comisioane și de a inspecta și cumpăra nave potențiale pentru uz militar.
Franța a intrat oficial în război pe 17 iunie 1778. Totuși, navele pe care francezii le-au trimis în emisfera vestică au petrecut cea mai mare parte a anului în Indiile de Vest și au navigat doar în apropierea celor Treisprezece Colonii în timpul sezonului uraganelor din Caraibe din iulie până în noiembrie. Prima flotă franceză a încercat debarcarea în New York și Rhode Island, dar în cele din urmă nu a reușit să angajeze forțele britanice în 1778. În 1779, o flotă comandată de viceamiralul Charles Henri, comitetul d'Estaing a asistat forțele americane care încercau să recucerească Savannah, Georgia. 
În 1780, o flotă cu 6.000 de soldați comandată de locotenentul general Jean-Baptiste, comitetul de Rochambeau a aterizat la Newport, Rhode Island; la scurt timp după aceea, britanicii au blocat flota. La începutul anului 1781, Washington și de Rochambeau au planificat un atac împotriva britanicilor în zona golfului Chesapeake. Washington și de Rochambeau au mers în Virginia după ce i-au înșelat cu succes pe britanici că a fost planificat un atac la New York, iar de Grasse a început să debarce forțe lângă Yorktown, Virginia. La 5 septembrie 1781, de Grasse și britanicii s-au întâlnit în bătălia de la Virginia Capes, care s-a încheiat cu flota franceză în controlul golfului Chesapeake. Protejați în mare parte de flota franceză, forțele americane și franceze au înconjurat, asediat și au forțat predarea forțelor britanice sub lordul Corwallis, câștigând efectiv războiul și ducând la pace doi ani mai târziu.

## Dezmembrarea Continental Navy

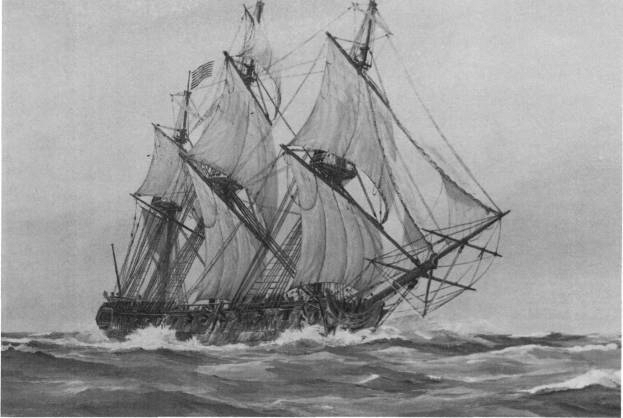
Alianța la pânză

Dintre cele aproximativ 65 de nave (noi, convertite, închiriate, împrumutate și capturate) care au servit la un moment dat la Marina Continentală, doar 11 au supraviețuit războiului. Tratatul de la Paris din 1783 a pus capăt războiului revoluționar și până în 1785, Congresul desființase Marina continentală și vânduse navele rămase.
Fregata Alianță a tras ultimele focuri ale războiului revoluționar american; a fost și ultima navă din Marina. O fracțiune din cadrul Congresului a vrut să o păstreze, dar noua națiune nu a avut fonduri pentru a o menține în serviciu și a fost scoasă la licitație pentru 26.000 de dolari. Factorii care au condus la dizolvarea Marinei au inclus lipsa generală de bani, confederația liberă a statelor, schimbarea obiectivelor de la război la pace și mai multe interese interne și mai puține interese străine.